# Basketbal op de Middellandse Zeespelen 2022
Basketbal is een van de sporten die beoefend werden tijdens de Middellandse Zeespelen 2022 in Oran, Algerije. Net als in 2018 stond enkel de 3x3-versie op het programma.

## Uitslagen
| Event       | Goud      | Zilver    | Brons  |
| ----------- | --------- | --------- | ------ |
| Mannen 3x3  | Frankrijk | Servië    | Spanje |
| Vrouwen 3x3 | Spanje    | Frankrijk | Italië |

## Medaillespiegel
| Plaats | Land      | Goud | Zilver | Brons | Totaal |
| 1      | Frankrijk | 1    | 1      | 0     | 2      |
| 2      | Spanje    | 1    | 0      | 1     | 2      |
| 3      | Servië    | 0    | 1      | 0     | 1      |
| 4      | Italië    | 0    | 0      | 1     | 1      |
| Totaal | Totaal    | 2    | 2      | 2     | 6      |

1951 · 1955 · 1959 · 1963 · 1967 · 1971 · 1975 · 1979 · 1983 · 1987 · 1991 · 1993 · 1997 · 2001 · 2005 · 2009 · 2013 · 2018 · 2022
Atletiek · Badminton · Basketbal · Bocce · Boksen · Boogschieten · Gewichtheffen · Gymnastiek · Handbal · Judo · Karate · Paardensport · Schermen · Schietsport · Taekwondo · Tafeltennis · Tennis · Voetbal · Volleybal · Waterpolo · Wielersport · Worstelen · Zeilen · Zwemmen